# 평양제1중학교
평양제1중학교(平壤第一中學校)는 조선민주주의인민공화국에 있는 국립 중등과학영재교육기관이다.
1954년 9월 1일 평양제1중학교로 창립되었다. 그 후 1958년 9월 평양제7고급중학교, 1959년 4월 평양남산고급중학교, 1960년 9월 평양남산고등공업학교, 1967년 4월 평양남산고등학교, 1972년 9월 남산고등중학교로 교명을 바꾸었다. 1984년 4월 평양시 보통강변에 평양제일고등중학교가 설립되면서 남산고등중학교 재학생들은 평양제일고등중학교에 흡수되고 남산고등중학교는 폐교되었다. 평양제일고등중학교는 2002년 8월 22일 중등교육기관의 명칭이 고등중학교에서 중학교로 변경됨에 따라 평양제일중학교로 학교명이 변경되었다.
학교는 소학반 4년, 중등반 6년으로 구성되어 있다. 학사는 평양의 보통강구역의 신원동에 위치하고 있으며, 2만8천m2 부지 위에 4층짜리 소학교 건물, 10층짜리 중학교 건물과 함께 기숙사, 식당 등의 부대시설을 갖춘 학교이다. 
평양제1고등중학교는 김정일 조선노동당 총비서가 공부했던 곳으로 알려지고 있으며, 학생들의 학교성적도 매우 우수한 것으로 알려져 있다.
제1고등중학교라는 기관은 조선민주주의인민공화국 내부에서 전국에서 띄워난 학생들이 시험을 통해서 입학할 수 있는 중등의무교육에서 제외되는 영재교육기관이다. 이 학교의 학생들은 학습수준이 높아, 졸업생들 중 거의 100% 조선민주주의인민공화국의 중앙급 명문대학들에 진학할 수 있다. 1고등중학교는 90년대까지 각도 및 직할시들에 하나씩 있어서 전국적으로 14개뿐이었으나, 2000년도부터 지방의 각 시, 군, 구역들에 한개씩 설치되어, 지방에서도 제1중학교라고 불리는 학교가 200여 개씩 있는 것을 볼 수 있다. 전국 도와 시의 수재들이 다니는 제1중학교 3학년 학생들은 예비고사를 통과해야 평양제1중학교에서 본고사를 볼 수 있으며, 여기서 합격해야 평양제1중학교 4학년에 입학할 수 있다.

## 사건·사고
- 2014년 5월 24일, 3학년 학생 50여명을 태운 관광버스가 강원도(광복 당시 함경남도) 마식령에서 추락, 탑승자가 전원 사망한 것으로 전해짐.[6]